# 1592~1593년 런던의 페스트
1592~1593년 런던의 페스트 대유행은 1592년부터 1593년 사이에 런던에서 발생한 일련의 페스트 집단발병을 가리키는 말이다. 런던에서만 최소 1만 5천명의 사람이 페스트로 인해 사망했으며, 런던 근교에서는 4천 9백명이 사망했다.

## 배경
1592년 런던은 15만 명이 거주하는 도시로 성벽이 일부를 감싼 형태를 하고 있었는데, 이중 성 내부의 영역을 런던의 도시라 하였으며 성 외 지역을 교구(parish)라 불렀다. 이 중 교구 지역을 차지한 빈곤 인구가 페스트에 의해 최초로 심각한 타격을 받는 공동체가 된다. 엘리자베스 1세는 당시 집권 34년차였으며, 정부는 빠르게 증가하는 인구로 골머리를 앓았다. 경제 및 식량 부족 현상이 점점 커져갔기 때문에 도시의 하위 계층 사이에서 무질서가 증가했고, 그 너머에서 당국은 통치력을 확보하는데 힘을 들였다.

## 런던의 페스트

### 1592년
8월부터 런던에 페스트 환자가 나타나기 시작했함에 따라, 이에 대한 불안이 빠르게 확산되었다. 9월 7일까지, 영국 북부에서 외국으로 정벌을 나가기 위해 징집된 군인들은 감염에 대한 장군의 우려 때문에 진로를 변경하여 도시지역을 피해가기도 했다. 겨울이 되자 귀족계급은 도시를 탈출하기 시작했는데, 당대의 한 사람은 "페스트가 이 지역에서 너무 격렬해서 머무를 가치가 없다"고 말했다. 지난해 6월에 발생한 폭동 이후 시 당국에 의해 임시 휴관되었던 극장들은 전염병이 군중 속에 퍼질 것을 우려하여 12월 29일까지 휴관을 연장했다. 1592년 8월과 1593년 1월 사이에 약 2,000명의 런던 시민이 페스트에 걸려 죽었다. 1592년 12월 21일, 교구 공동체의 사무원들은 페스트에 의한 사망자 기록을 정기적으로 보관하고 출판하기 시작했다. 이러한 기록들 중 일부는 17세기의 역사학자 존 스토우에 의해 다시 기록되어, 원본 문서가 분실된 현대에도 여전히 전해지고 있다.

### 1593년
1592년 말에 이미 2,000명 이상의 런던 시민이 페스트로 인해 사망한 상태였다. 1563년 런던 페스트와는 다르게 겨울 동안에도 사망률과 감염률이 꾸준히 증가했는데, 이는 1592~1593년의 페스트 유행에서만 관찰되는 특이한 양상이다. 페스트는 1593년에 엄청난 활성을 보였고, 이에 따라 상류층 런던 시민들은 계속해서 도망쳤으며 극장 같은 공공 장소들은 감염 확산을 막기 위한 정부의 명령으로 폐쇄되었다. 그러나 런던의 일부 지역의 불결한 환경에서 페스트가 꾸준히 돌았기 때문에 이러한 정부의 대책은 효과가 없는 것으로 나타났다.
런던의 더 가난하고 비위생적인 교구 주민들은 대부분 성벽과 템즈강 근처에서 거주하고 있었다. 가장 심하게 감염된 지역은 플리트 감옥이 위치한 런던의 플리트 디치(Fleet Ditch)이다. 엘리자베스 1세 여왕의 명으로 플리트의 감옥에서 1593년 4월 6일까지 수감되어 있던 윌리엄 세실(William Cecil)이라는 이름의 죄수는 후에 "누워 있는 곳은 마을의 불결한 냄새로 가득했는데, 전염성이 높은 계절에는 많은 사람들이 페스트로 죽었다"고 기록했다. 6월 12일에 쓰인 정부 관리들 사이의 편지에서는 런던에서 페스트가 "매우 격렬"하다는 기록이 있으며, 7월 3일에는 이런 와중에도 "가정부를 엄청나게 해고하면서 멀쩡하다 고 기록되어 있었다.
8월에 엘리자베스 여왕의 궁정은 윈저성으로 옮겨갔는데, 이는 런던에서의 페스트 창궐을 염두에 둔 것으로 보인다. 8월 21일 성 안에서 왕비의 침실시종 스크롭이 페스트로 죽자, 두 번째로 궁정을 다른 장소로 옮긴다.